# 雪柏-央街站
雪柏－央街站（英語：Sheppard–Yonge Station）是一座多倫多地鐵車站，坐落加拿大安大略省多倫多北約克央街和雪柏大道（Sheppard Avenue）的交界處，為央街－大學線和雪柏線的交匯車站，也是雪柏線的西端終點站。
此站的央街線月台本名為雪柏站（Sheppard Station），為1960至70年代規劃的央街線北延項目一部分。該延線項目分為兩階段：第一期將央街線從艾靈頓站伸延至雪柏站，第二期則從雪柏站伸延至芬治站。然而，由於工程受到延誤，第一期路段縮短至約妙斯站並於1973年3月31日通車，而雪柏站則連同第二期工程餘下路段於1974年3月29日開幕。
為了配合雪柏線工程，此站於2000年代初進行擴建。雪柏線月台於2002年11月22日聯同雪柏線其他車站一起開幕，而此站亦同時改為現稱。此站的雪柏線月台結構採用側式月台設計，但兩條路軌之間亦預留一個島式月台，日後如雪柏線和央街線之間的轉車人流大增的話，當局會開放該島式月台，從而構成西班牙式月台佈局。
下列由多倫多公車局營運的巴士線駛經雪柏－央街站：
- 84號雪柏西巴士線（Sheppard West）
- 85號雪柏東巴士線（Sheppard East）
- 97號央街巴士線（Yonge）
- 98號惠柳第－森拉克巴士線（Willowdale-Senlac）
- 196號約克大學火箭巴士線（York University Rocket）
- 320號央街深宵巴士線（Yonge）
- 385號雪柏東深宵巴士線（Sheppard East）

## 外部連結
- 维基共享资源上的相關多媒體資源：雪柏－央街站
- （英文）TTC Sheppard-Yonge Station （页面存档备份，存于）－多倫多公車局網站 雪柏－央街站頁面